# 西洋教育史
西洋教育史（せいようきょういくし）は、古代ギリシアから現代までの主として欧米の教育のありかたとその制度、教育内容や教育の思想の歴史を扱う、教育学の部門の一つである。

## 古代の教育
教養と小アジアにおけるギリシアの植民地から始まった自然科学の勃興と哲学の探究は、近代ヨーロッパの学問と科学的な精神の起源をなしている。ギリシアのポリスと呼ばれた都市国家は、もともと土地に依存した戦士の共同体で、そこで行われる教育は戦士としてのもので、理想的戦士を養成する伝統的なスタイルが、スパルタ教育だった。リュクルゴスが始めたというもので、強健な体、スポーツ、やり投、レスリング、円盤投などが重視され、読み書きは最小限に留められた。服従、勇気、自己犠牲が尊ばれた。
山国のスパルタとは逆に、海に程近いアテネは、商業経済が早くから活発だったため、多文化との交流も活発で民主化が進み、教育でも個性の多様な伸長が尊重された。その授業法は後の時代の講義式ではなく、先生をとりまき自由問答し歩き移動するものであった。ただ、スパルタは教育は国が費用の上でも面倒を見たが、アテネでは親の経費で賄われた。7歳からは教育係の奴隷が、音楽や文法、弁論術などの教師のところに送り迎えし、その他に体操場（ギムナスティケー、「裸でスポーツする」の意、ここからジムという言葉が由来した）にも通って身体の鍛錬を行った。五種競技、グレコローマンスタイルのレスリングなどはこの時代に好まれたスポーツである。
直接民主制を取り入れたアテネでは、雄弁術と弁証法、修辞学は、市民権をもった男子の必須の社会的スキルとなり、またそれを教える教師たち、ソフィストは、アテネの黄金時代に最も好まれた職業でもあった。ソフィストと教育的な姿勢のあり方で対立したソクラテスは、その営業を妨げるものとして裁判にかけられ、最後は自ら毒酒をあおった。
ソクラテスの弟子にプラトン、そのまた弟子にアリストテレスがいる。それぞれ、アカデメイア、リュケイオンという私塾、のちに歴史に名を残す学校を創立した。プラトンは永遠のイデアを求めるエロースを強調し、永遠なるものの影に過ぎない現実よりも、イデアを観照することを説いた。しかし、その個人の資質は持って生まれたもので、個々その資質に合った生活が望ましいとし、現実的な自己実現のための自由な教養と年齢段階にあった読み書き、図画、体育、音楽、文法、修辞学、数学などの学びを勧めるアリストテレスとは好対照をなした。これはバチカンのサン・ピエトロ大聖堂にあるルネサンスの画家ラファエロの「アテナイの学堂」に象徴的に描かれている。プラトンは、レオナルド・ダ・ヴィンチ、アリストテレスはミケランジェロをモデルとして描かれている。
その後、地中海の文化圏を制したローマは、もとが農耕民族で、社会生活だけでなく子供の教育でも家父長である父親の権威が強く支配的であった。母親は父親の協力者として、子供を保護し、養育する役割を担った。「男らしさ、人間らしさ」が彼らが子供に要求した徳目であった。3世紀から4世紀、ギリシア文化の影響で学校教育が発達し、帝政の時代になって、ラテン語学校、修辞学校などの学校のシステムが根付いた。自由七学科が形をとってきたのもこの頃である。図書館も発展し、いくつかの公立図書館も設立され、学術研究と教育の機関として重要な役割を担うことになる。アレクサンドリアの図書館とそれに隣接した植物園は、古代世界最大の学術センターの体をなしていた。

## 中世の教育
まず中世に入って最初の大きな出来事は、カロリング・ルネサンスである。フランク王国のカール大帝がようやくヨーロッパのほとんどを支配下に置き、800年ローマ教皇から冠を授けられてローマ皇帝となる。カールは産業振興、教会の刷新と共に、学芸の奨励を図る。ローマ文化の復興、ラテン語の公用語化によって、帝国の文化的統一を図り、イングランドから学僧アルクィンを招いたが、効果はあまり上がらなかった。
11世紀から12世紀の十字軍遠征の結果、東方からもたらされた都市の経済発展を背景として、ヨーロッパで初めて大学が成立する。最初のものは、ボローニア、サレルノ、そしてパリの各大学である。特にボローニアとパリのものは、その成り立ちに学生の組合、教師の組合と特徴があり、後年の諸大学の範となった。大学を指す universitas は「組合」の意で、異郷で学ぶ者たちが現地の市民と利害の衝突が起きないように、その権益を保障するための組合から由来したものである。
また、階級身分別の教育もこの時代から始まる。騎士や貴族は、城郭学校や宮廷学校で、その職分にふさわしい武芸や文筆、あるいは宮廷のしきたりなどを学び、都市の庶民は、都市学校で読み書きを教わり、また修道院や教会でも庶民の師弟に読み書きを教える学校を併設するところも出てきた。

## ルネサンス・宗教改革期の教育
ルネサンスとは人文主義的な文化運動で、それはひとえに古代ギリシア・ローマの華やかな頃への憧れが背景にあった。古典に通じた文化人たちは人文主義者と呼ばれた。
その中でも、自らの教育論を語った著名なフマニストというと、北方ルネサンスの巨匠エラスムスがその筆頭に位置し、あとはエラスムスの友人でスペイン・バレンシア出身のヴィヴェス、イングランドではトーマス・モア、エリオット、フランスではビュデ、ラブレー、やや時代を下がるとイングランドのアスカム、フランスのモンテスキューも出てくる。またメランヒトンは、ルター派の宗教改革の流れの後を受けて、学校制度の整備を行い、「ドイツの教師」の敬称で呼ばれた。
エラスムスは、1529年の『幼児教育論』で、子供といえども一個の人間であり、かかる存在として扱うべしと説き（手間、暇、時間、金など）、中世以来続いてきた鞭による非人間的で、容赦のない教育を非難した（体罰は行うべきで無い）。それは、自由人にふさわしい教育方法とは言えず、人間を奴隷化するものだとした。人類の歴史上最初の、最もはっきりとした子供の人権宣言である。
またヴィヴェスは、学校を初等学校とアカデミーの二つに分け、初等学校は7歳から15歳の子供のためすべての都市に設けられ、そこに徳の高い教師が採用され、その給与は公費で賄われる、市民革命以後の公教育制度の先駆的な提唱を行った。またアカデミーの教育内容では、七自由学科に加えて自然学（今日の理科教育の内容）、技術も配して、その発想の近代性を示した。今日の初等学校（初等中等教育）、アカデミー（高等教育）である。

## リアリズムの教育
リアリズム（realism）は、教育では「実学主義」と訳される。15世紀から17世紀のヨーロッパでは、画期的な発明発見が続いた。活版印刷、望遠鏡、顕微鏡、蒸気機関などの発明、東方開拓による新航路の発見と新大陸の発見である（→大航海時代）。近代科学の先駆者には、地動説のコペルニクス、ピサの斜塔の落下実験のガリレオ・ガリレイ、「ケプラーの法則」のケプラー、後世の学問研究の方法に大きな影響を及ぼしたイングランドのフランシス・ベーコンなどがいる。
リアリズムの精神運動は教育にも影響を与え、フランソワ・ラブレー、モンテーニュ、コメニウスなどがその代表格である。ラブレーは、風刺物語『ガルガンチュワとパンタグリュエル』の中で巨人ガルガンチュワの体験から、旧弊の教育が古典の暗誦に終始し、結局無気力なニンゲンを作ってしまったことを批判、むしろ人の善性を信じ、日常生活から多くのことを学ぶこと、明朗で規律のある生活の意味を提起した。
コメニウスは、フスの流れを汲むボヘミア同胞教団の運動のリーダーの一人で、三十年戦争の間に多くの教育学の著作を著している。世界平和のために、そして祖国の独立のために古今東西のすべての正しい信仰、道徳、知識を単一の体系にしたもの、つまりパンソフィアを作り上げ、それを世界中の学校で教えようとした。もし、それが実現されれば、社会の対立も、人間たちの間の憎しみもなくなるだろうというわけである。そのため、後世の人から彼は「人間的錬金術師」と呼ばれた。

## 啓蒙主義と産業革命期の教育
近代の幕開けともなった啓蒙主義は、文字通り「先の見えない無知蒙昧な頭の中に理性の光を」という思想運動であり、それはまたいつの時代にも変わらない教育の役割の一つでもあった。16世紀末から18世紀にかけ、ディドロ、ヴォルテール、ルソーらの百科全書派は、新知識を広く庶民にも手の届くものにする分冊販売という手法を考え出し、当時の都市の生活の退廃に反発したルソーは「自然に帰れ」と人間の自然本性に立ち戻る自然主義の実験教育を『エミール』の中で描いて見せた。当時のイギリスでは、経験哲学のジョン・ロックが、生得的な観念への妄信を戒め、人の心は白い板上のものであるとし、経験とそれについての正しい反省こそが人を育てていくと、形式陶冶の考え方を表明していた。また、この時代は、フランス革命後の公教育の始まり、イギリスで早くも始まった産業革命の推移の中で、子どもの工場労働と児童福祉の考え方が芽生えた。ロバート・オウエンとニューラナークの性格形成学院や、スイスの貧民の教育者にして、教聖と称されるヨハン・ハインリヒ・ペスタロッチとフリードリヒ・フレーベルは、近代の教育学のひとつの頂点をなしている。フレーベルは、幼稚園の名の生みの親であるだけでなく、女性のための幼稚園教師養成機関も設立し、女性教育史の中のひとつの節目としての役割も果たした。以後、ヘルバルトなどを経て、ペスタロッチの足跡を更新しつつ、初等教育の方法と制度が整えられていくのである。

## 近代の教育
- エレン・ケイの『児童の世紀』
- 世界の新教育運動 - ドイツの田園教育塾、アメリカの進歩主義教育
- 教育の権威主義と反権威主義 -  サマーヒル
- 子どもの権利宣言